# Hellmut Lantschner
Hellmut Lantschner (o Helmuth), detto Heli (Innsbruck, 22 settembre 1909 – Lans, 4 luglio 1993) è stato uno sciatore alpino, fondista e combinatista nordico austriaco naturalizzato tedesco, che gareggiò per la Nazionale di sci alpino della Germania dal 1935 alla fine della Seconda guerra mondiale, quando riprese la cittadinanza austriaca.
Era fratello di Grete, a sua volta sciatrice alpina di alto livello.

## Biografia

### Stagioni 1929-1934
Nato a Igls di Innsbruck, durante i primi anni di carriera si dedicò sia allo sci alpino sia allo sci nordico. Nella prima disciplina nel 1929 ottenne prestigiosi piazzamenti a Davos, nel Parsenn-Derby di discesa libera (2º) e nello slalom speciale (3º). L'anno dopo conseguì i primi significativi risultati nel salto con gli sci, vincendo a Kitzbühel.
Nel 1931 vinse in slalom speciale sullo Zugspitze e ottenne buoni piazzamenti ai Campionati austriaci, ma nelle stagioni successive la sua carriera fu interrotta da diversi infortuni. Ai Campionati austriaci del 1934 ottenne i suoi migliori risultati nello sci nordico, vincendo la medaglia d'oro sia nello sci di fondo (16 km), sia nella combinata nordica. Intanto la sua aperta attività politica filo-nazista durante i falliti moti del febbraio del 1934 l'indussero a lasciare il Paese natale e a riparare nel Terzo Reich, che gli concesse la cittadinanza.

### Stagioni 1935-1948
Dal 1935 iniziò a competere per la Nazionale di sci alpino della Germania. Ai Mondiali del 1938 vinse la medaglia di bronzo in tutte e tre le specialità previste: nella discesa libera dietro ai francesi James Couttet ed Émile Allais, nello slalom speciale dietro allo svizzero Rudolf Rominger e ad Allais e nella combinata ancora dietro ad Allais e Rominger. Nei successivi Mondiali del 1939 vinse la medaglia d'oro nella discesa libera, superando il tedesco Josef Jennewein e lo svizzero Karl Molitor.
Oltre ai successi iridati, in quegli anni Lantschner colse numerosi allori in varie classiche dello sci alpino. Dopo la Seconda guerra mondiale ritornò in Austria e si presentò, sebbene ormai trentottenne, ai Campionati austriaci del 1948, ai quali vinse la gara di discesa libera a Bad Hofgastein-Bad Gastein.

## Cinema
Lantschner nel 1930 recitò ne I cavalieri della montagna (Der Sohn der weißen Berge), un film di Mario Bonnard e Luis Trenker, dove fu uno dei protagonisti nella sequenza della gara di sci.

## Palmarès

### Sci alpino

#### Mondiali
- 4 medaglie:
  - 1 oro (discesa libera a Zakopane 1939)
  - 3 bronzi (discesa libera, slalom speciale, combinata a Engelberg 1938)

#### Campionati austriaci
- 1 medaglia[1]:
  - 1 oro (discesa libera nel 1948)

#### Campionati tedeschi
- 5 ori (slalom speciale, combinata nel 1934; discesa libera, slalom speciale, combinata nel 1938)[senza fonte]

### Sci nordico

#### Campionati austriaci
- 2 medaglie[1]:
  - 2 ori (16 km di sci di fondo, combinata nordica nel 1934)